# 83. lovski polk (Wehrmacht)
 Za druge 83. polke glej 83. polk.
83. lovski polk (izvirno nemško Jäger-Regiment 83) je bil lovski polk v sestavi redne nemške kopenske vojske med drugo svetovno vojno.

## Zgodovina
Polk je bil ustanovljen v Franciji 11. decembra 1941 z reorganizacijo 83. pehotnega polka za potrebe 28. lahke divizije, poznejše 28. lovske divizije.